# Rivula brunnea
Rivula brunnea är en fjärilsart som beskrevs av Lambert-Joseph-Louis Lambillion. Rivula brunnea ingår i släktet Rivula och familjen nattflyn. Inga underarter finns listade.